# Sophie de Castellane
Pour les articles homonymes, voir Castellane (homonymie).
Sophie de Castellane, marquise de Contades, puis comtesse de Beaulaincourt de Marles, est une femme de lettres et salonnière française, née le 2 décembre 1818 et morte le 25 décembre 1904.

## Biographie
Fille du maréchal de Castellane, elle épousa en premières noces (1836) Henri, marquis de Contades (1814-1858), attaché d’ambassade, député du Cantal, puis, devenue veuve, se remaria (1859) avec Victor, comte de Beaulaincourt de Marles (1820-1860), attaché militaire auprès de l’ambassade de France en Prusse.
Émile Ollivier comptait également parmi les habitués de son salon.
Elle est l'auteur d'un ouvrage sur son ancêtre Boniface-Louis-André de Castellane paru en 1901 (op. cit.).
En 1902, l’Académie française lui décerne le prix Thérouanne pour le Journal du maréchal de Castellane (1804-1862).
Son petit-neveu Boni de Castellane dit d'elle : « Elle avait été fort jolie dans sa jeunesse. Amazone distinguée et courtisée, elle joignait à de l'esprit des sentiments de gentilhomme. Constamment vêtue de soie noire, avec un tablier de linon bordé de Valenciennes, elle avait une spécialité ou, pour mieux dire, une manie : elle confectionnait des fleurs artificielles devant une table où les pots de colle et la peinture verte voisinaient avec des bouquets de rose et d'œillets naturels venus chaque jour d'Acosta. De l'autre côté de cette haie bariolée, s'alignaient les gens les plus variés, depuis ceux du faubourg Saint-Germain jusqu'à l'impératrice Eugénie et la princesse Mathilde, qu'elle avait rencontrées aux Tuileries, son second mari ayant été diplomate sous l'Empire. »
D'une relation adultère avec Pierre Adolphe du Cambout (1805-1873), 5e marquis de Coislin, elle eut Pierre Charles « Alain de Mérionnec » (19 mai 1843 - Hôtel des Castellane - 57, rue du Faubourg-Saint-Honoré, Paris VIIIe † 12 novembre 1888 - 12, rue de Miromesnil, Paris VIIIe).

## Œuvre
- 1901 : Boniface-Louis-André de Castellane, 1758-1837 (Paris, Plon).